# كارمينا بورانا

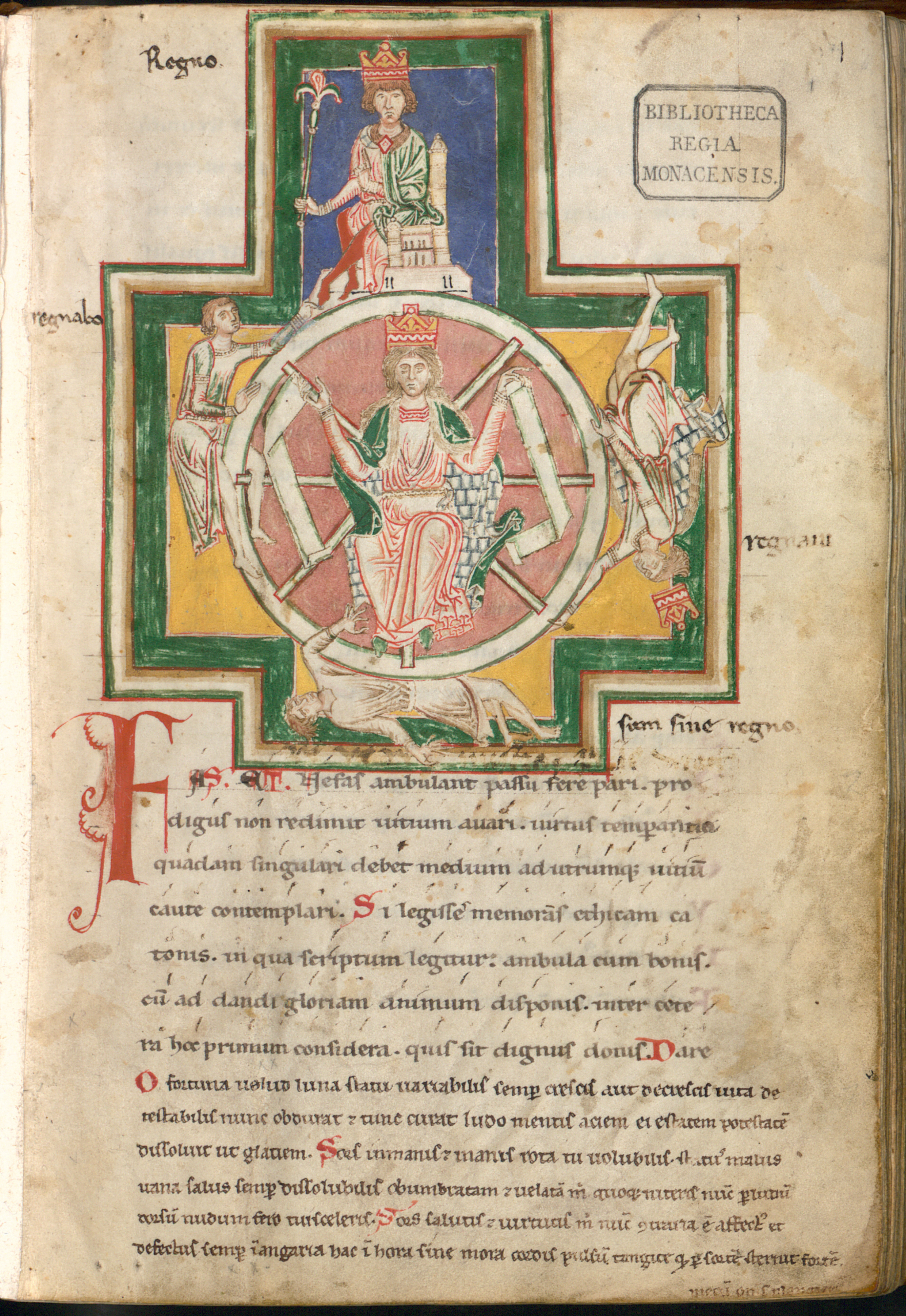
عجلة الحظ من كتاب كارمينا بورانا

كارمينا بورانا (باللاتينية: Carmina Burana) هي مجموعة من 254 نص احتوت على أغانٍ وقصائد شعرية وترانيم باللاتينية والألمانية القديمة والفرنسية القديمة. كتبت ما بين القرون ال11 و12 و13 في دير بندكتبورن في بافاريا. احتوت على نصوص عن الحب والهزل من الكنيسة الكاثوليكية من قبل الكهنة الجولياتيين، واحتوت على أشعار بيتر دي بلو ووالتر دي كاتايون وشاعر غامض عرف باسم أركبوت. احتوت أيضاً على أغاني شعبية من مناطق مختلفة من أوروبا مثل قسطانيا وفرنسا وانجلترا وفرنسا واسكتلندا وأراغون وقشتالة والإمبراطورية الرومانية المقدسة.

## المخطوطة
كارمينا بورانا هي مخطوطة كتبت عام 1230 من قبل اثنين من الناسخين المختلفين بخط قوطي صغير مبكر على 119 ورقة من جلد الرق. تم إرفاق عدد من الصفحات المجانية، المقطوعة بحجم مختلف قليلاً، في نهاية النص في القرن الرابع عشر في مرحلة ما من أواخر العصور الوسطى، تم ربط الصفحات المكتوبة بخط اليد في مجلد صغير يسمى Codex Buranus. ومع ذلك، أثناء عملية التجليد، تم وضع النص خارج الترتيب بشكل جزئي، ومن المرجح أن بعض الصفحات قد فقدت أيضًا. تحتوي المخطوطة على ثمانية صور مصغرة: "rota fortunae" (وهي في الواقع رسم توضيحي من الأغاني CB 14–18، ولكن تم وضعها بواسطة مجلد الكتاب كغلاف)، وغابة خيالية، وزوج من العشاق، ومشاهد من قصة ديدو وأينياس، ومشهد شرب البيرة، وثلاثة مشاهد للعب النرد والطاولات [الإنجليزية] والشطرنج.

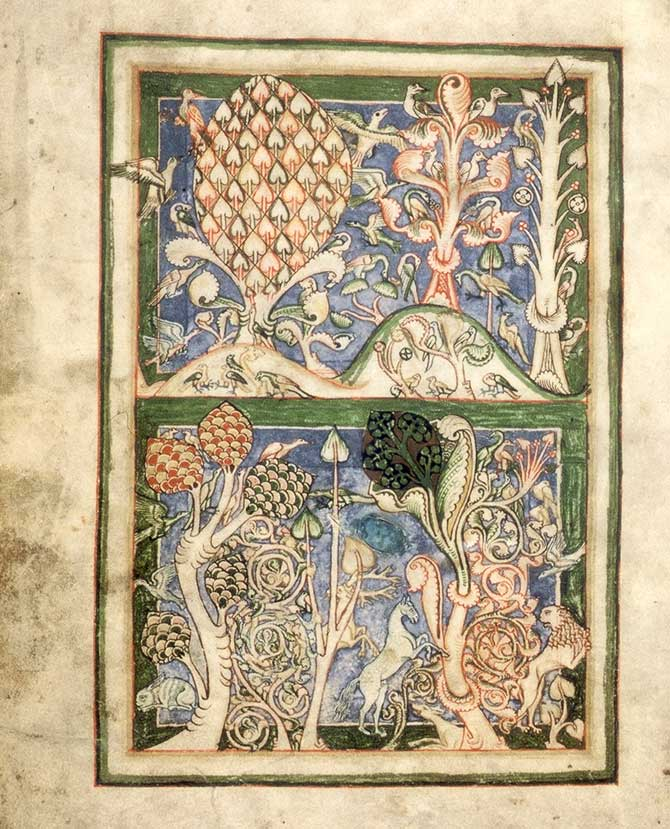
الغابة، من كارمينا بورانا